# Bell TH-57 Sea Ranger
Le Bell TH-57 Sea Ranger est un hélicoptère militaire d'entraînement américain destiné à l'United States Navy et l'United States Marine Corps.

## Historique

### Développement

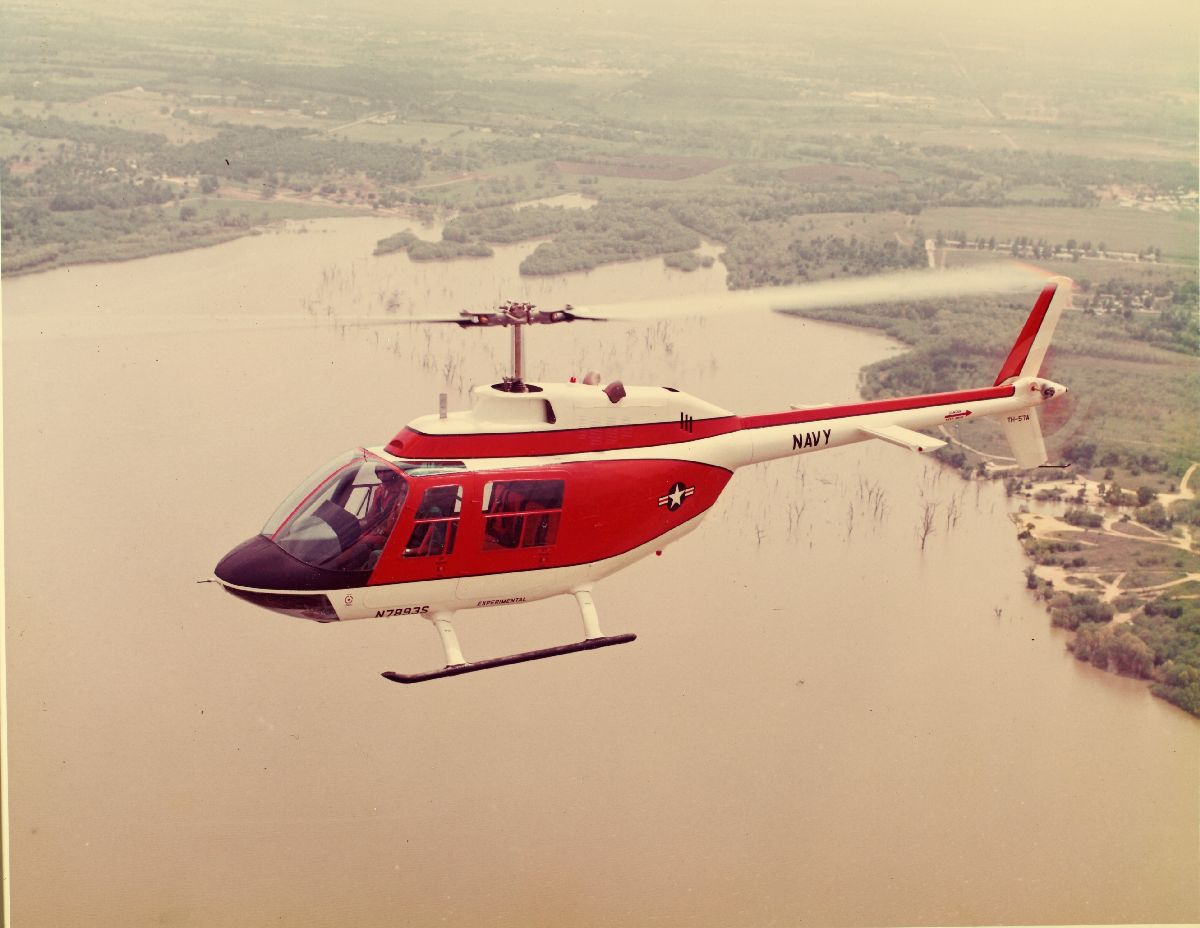
Prototype du Bell TH-57 Sea Ranger.

En 1966 l'United States Navy et l'United States Marine Corps Aviation firent savoir qu'ils recherchaient un nouvel hélicoptère d'entraînement destiné au remplacement des Bell TH-13L et TH-13M Sea Sioux encore en dotation dans leurs écoles de formation. En effet ces deux modèles d'appareils étaient alors en voie d'obsolescence. Il fallait donc leur trouver un remplaçant. Un appel d'offres fut lancé et deux constructeurs y répondirent : l'Américain Bell et le Français Sud-Aviation.
Le premier d'entre eux proposait son Model 206 Ranger tandis que le second n'avait qu'un hélicoptère encore à l'état de prototype et n'ayant pas encore réalisé son premier vol le SA340 Gazelle. Ce fut assez logiquement donc l'hélicoptère américain qui fut sélectionné et commandé à quarante exemplaires.
Il fut officiellement désigné TH-57 et baptisé Sea Ranger.
En fait les modifications à apporter aux Bell 206A de série étaient minimes. Il s'agissait juste de doubler les commandes du pas collectif et d'installer trois crochets de fixation sous le fuselage permettant ainsi l'arrimage de l'hélicoptère sur les hélisurfaces des navires américains.

### Service actif

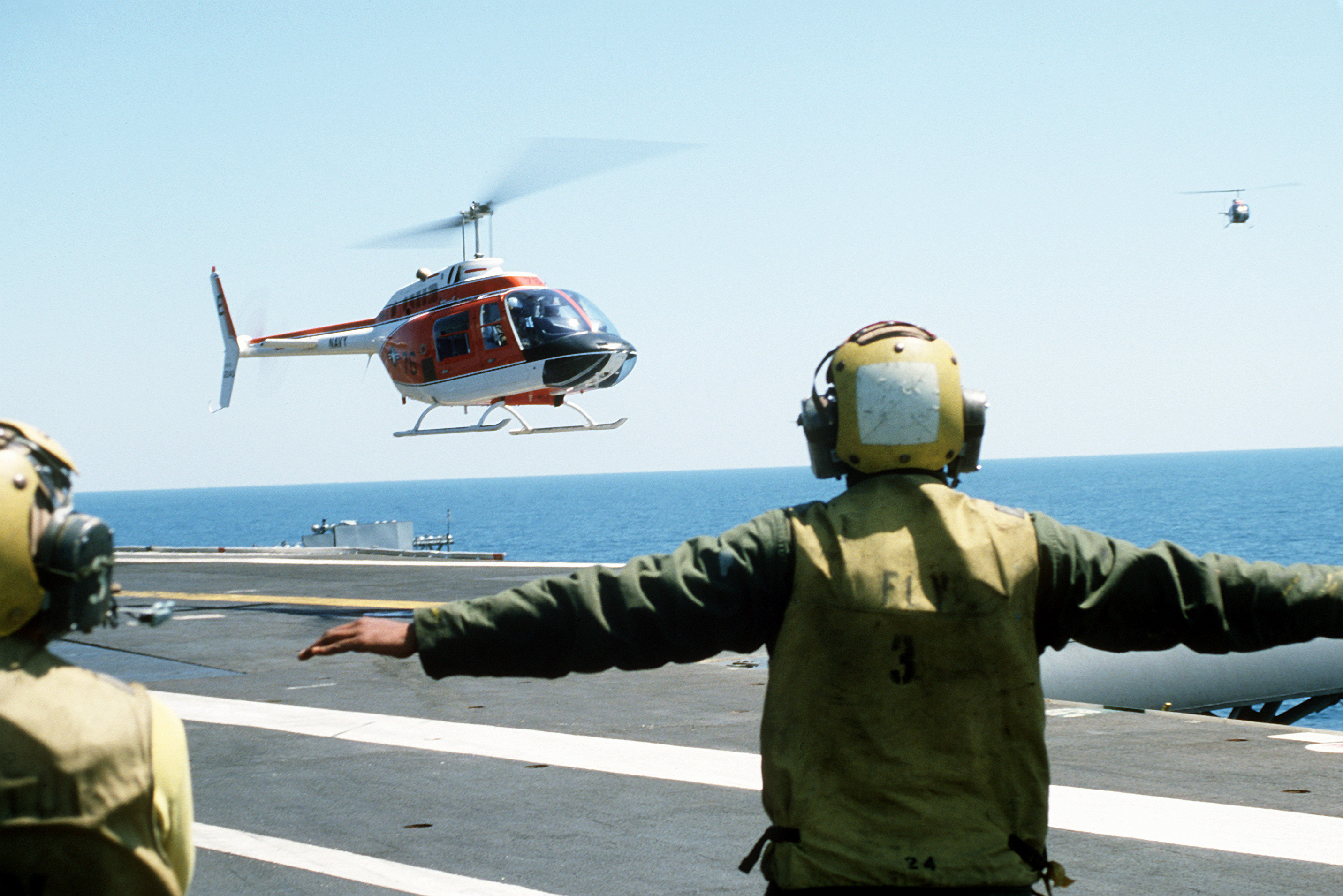
Bell TH-57A Sea Ranger à l'appontage sur l' en 1985.

Les premiers Bell TH-57A de série entrèrent en service actif en 1968. Ils furent suivis quatorze ans plus tard par un second lot portant quarante-sept TH-57B et soixante dix-sept TH-57C plus modernes.
L'intégralité de la flotte des Sea Ranger est sise sur la Naval Air Station Whiting Field non loin de la ville de Milton en Floride. Cependant deux hélicoptères sont basés en permanence sur la Naval Air Station Patuxent River en soutien de divers essais en vol au sein du Naval Air Warfare Center. 
En 2016 le remplacement des TH-57 Sea Ranger a été demandé. Trois constructeurs sont sur les rangs : l'Américain Bell avec son Model 407GX, et les Européens Airbus Helicopters et Leonardo Helicopter Division avec respectivement leurs H145M et AW.119 Koala. C’est finalement Leonardo qui est retenu avec son AW.119. Le retrait du TH-57 doit débuter en 2022 et se terminera en 2024 selon les prévisions de 2021.
Le Bell TH-57 Sea Ranger n'a jamais été exporté. À noter que l'US Army utilise une autre version, le Bell TH-67 Creek, comme hélicoptère d'entraînement entre 1993 et 2021.

### Préservation
Bien qu'encore en activité en 2021 le Bell TH-57 Sea Ranger figurait déjà depuis 2012 parmi les collections du National Museum of Naval Aviation de Pensacola en Floride.

### Utilisateurs
- États-Unis
  - US Navy.
  - US Marine Corps.

## Aspects techniques

### Description
Dans ses grandes lignes le Bell TH-57 Sea Ranger reprend strictement l'architecture générale du Model 206 Ranger.

### Versions
- Bell TH-57A Sea Ranger : Version de base destinée à la formation initiale et à l'entraînement à l'appontage, et construite à quarante exemplaires.
- Bell TH-57B Sea Ranger : Version améliorée destinée à l'entraînement au vol à vue, et construite à quarante-sept exemplaires.
- Bell TH-57C Sea Ranger : Version améliorée destinée à l'entraînement au vol aux instruments et à l'appontage, et construite à soixante dix-sept exemplaires.